# Ormyrus papaveris
Ormyrus papaveris är en stekelart som först beskrevs av Jean Pierre Omer Anne Édouard Perris 1840.  Ormyrus papaveris ingår i släktet Ormyrus och familjen kägelglanssteklar. Arten är reproducerande i Sverige. Inga underarter finns listade i Catalogue of Life.